# Thới Bình (phường)
Thới Bình là một phường thuộc quận Ninh Kiều, thành phố Cần Thơ, Việt Nam.

## Địa lý
Phường Thới Bình nằm ở trung tâm quận Ninh Kiều, có vị trí địa lý:
- Phía đông giáp phường Cái Khế
- Phía tây giáp phường Xuân Khánh
- Phía nam giáp phường Tân An
- Phía bắc giáp phường An Hòa

Phường có diện tích 1,99 km², dân số năm 2022 là 56.364 người, mật độ dân số đạt 28.323 người/km².

## Lịch sử
Trước đây, Thới Bình là một phường thuộc thành phố Cần Thơ, tỉnh Cần Thơ cũ, được thành lập vào ngày 21 tháng 4 năm 1979 trên cơ sở một phần diện tích và dân số của phường Cái Khế.
Ngày 2 tháng 1 năm 2004, Chính phủ ban hành Nghị định 05/2004/NĐ-CP. Theo đó, chuyển phường Thới Bình về quận Ninh Kiều mới thành lập.
Ngày 28 tháng 9 năm 2024, Ủy ban Thường vụ Quốc hội ban hành Nghị quyết số 1192/NQ-UBTVQH15 về việc sắp xếp đơn vị hành chính cấp xã của thành phố Cần Thơ giai đoạn 2023 – 2025 (nghị quyết có hiệu lực từ ngày 1 tháng 11 năm 2024). Theo đó, sáp nhập toàn bộ diện tích tự nhiên là 0,50 km², quy mô dân số là 10.851 người của phường An Phú, toàn bộ diện tích tự nhiên là 0,35 km², quy mô dân số là 7.635 người của phường An Nghiệp và toàn bộ diện tích tự nhiên là 0,61 km², quy mô dân số là 23.313 người của phường An Cư vào phường Thới Bình.
Phường Thới Bình có diện tích tự nhiên là 1,99 km² và quy mô dân số là 56.364 người.